# Дидрихсхаген
Дидрихсхаген (нем. Diedrichshagen) — община в Германии, в земле Мекленбург-Передняя Померания.
Входит в состав района Восточная Передняя Померания. Подчиняется управлению Ландхаген. Находится вблизи города Грайфсвальд. К Дидрихсхагену также принадлежит поселение Гуест (Guest), находящееся от него на расстоянии 1,7 км. Население составляет 492 человека (на 31 декабря 2010 года). Занимает площадь 17,28 км².